# Vassil Simonenko
Vassil Simonenko (Ucraïnès: ucraïnès: Василь Андрійович Симоненко; 8 de gener de 1935 – 13 de desembre de 1963) va ser un poeta i periodista ucraïnès i activista del moviment dissident. És considerat una de les figures més importants en la literatura ucraïnesa de principis dels anys 1960. Segons l'opinió del Museu del moviment dissident a Kíiv, el treball i la mort prematura de Vassil Simonenko va tenir un impacte enorme a l'alça del moviment democràtic nacional a Ucraïna.

## Biografia
El poeta va néixer en una família de camperols en el poble de Biyivtsi, Província de Khàrkiv (avui - Província de Poltava).
Després de graduar-se a la Universitat de Kíiv el 1957, Vassil Simonenko va treballar com a periodista en diversos diaris en la Província de Txerkassi.
El primer llibre de poemes "Tysha i hrim" ("Silenci i tro") va sortir el 1962 i va situar el talent de Simonenko entre els poetes joves, encara que només va viure un any (el càncer de ronyons va ser diagnosticat molt tard). El seu entorn literari va incloure els poetes Mykola Vinhranovsky, Ivan Drach i Lina Kostenko, el publicistes, crítics Ivan Dziuba, Ivan Svitlitxny, Y. Sverstyuk I altres "shestydesyatnyky".
Durant el seu últim any de vida Vassil Simonenko va escriure el seu segon llibre – "Zemne tyazhinnya" ("la gravetat de la terra ")
El 1962, Simonenko juntament amb els seus amics A.Horska I Les Tanyuk van trobar els llocs d'enterrament dels repressaliats de la NKVD a Bykivnia, en els cementiris Lukianivskyi i Vasyslkivskyi prop de Kíiv. Aquest fet el va denunciar a l'Ajuntament de Kíiv. El 1963 Simonenko va ser brutalment colpejat per operatius del Ministeri soviètic d'Interior a l'estació de tren de Xevtxenko a la ciutat de Smila, i a conseqüència va patir una insuficiència renal i va morir a l'hospital general de l'Oblast el 13 de desembre de 1963.
Després de la seva mort va ser publicat el seu poema-conte satíric Viatge al país de Vice-versa (1964).
La col·lecció de poemes més complerta de Simonenko va ser publicada a l'estranger sota el títol "Bereh chekan" ("Riba d'anticipació") a Múnic (1963).
El 1967 va ser creada a Baltimore per emigrants ucraïnesos la casa editorial "Smoloskyp", reanomenada després Vassil Simonenko.
El desembre de 2008, el Banc Nacional d'Ucraïna va emetre una moneda commemorativa "Vasisl Simonenko" dins la sèrie de Personalitats Excepcionals d'Ucraïna.

## Adaptació cinematogràfica
El director ucraïnès Aleksandr Zherebko, després d'haver format un tàndem creatiu amb Angelina Dyatlova, va crear una adaptació de la poesia "Me has vingut no a partir d'un conte de fades o d'un somni" (Ucraïnès: «Ти до мене прийшла не із казки чи сну») de Vasyl Symonenko.